# Rostkovia magellanica
Rostkovia magellanica là một loài thực vật có hoa trong họ Juncaceae. Loài này được (Lam.) Hook.f. miêu tả khoa học đầu tiên năm 1844.